# Лодро Чокьи Нима
Лодро Чокьи Нима — 4-й Джамгон Конгтрул, один из держателей линии и высших лам в линии Карма Кагью тибетского буддизма.
4-й Джамгон Конгтрул Лодро Чокьи Нима родился 26-го Ноября 1995 года в Центральном Тибете. В 1996 году он был распознан в качестве перерождения 3-го Джамгон Контрула 17-м Гьялванг Кармапой Ургьен Тринле, который точно описал местность, где следует искать мальчика, назвал год его рождения, а также указал имена родителей.
После нахождения перерождения, маленький Джамгон Контрул посетил 17-го Кармапу, а позднее, и других великих учителей в Индии, Непале и Тибете, таких как Тай Ситу Ринпоче, Далай-лама, Миндроллинг Терчен Ринпоче, Сангье Ньенпа Ринпоче, Тэнга Ринпоче, Гьялцаб Ринпоче, Бокар Ринпоче, Трангу Ринпоче, Сакья Тризин и других. Все они выразили свою радость и одобрение по поводу нахождения нового прерождения этого великого мастера.
До 2016-года года 4-й Джамгон Контрул Лодро Чокьи Нима большую часть времени находился в своих основных монастырях — Пуллахари (Непал) и Лава (север Индии), где уделял практически все своё время традиционному образованию.
Однако, в апреле 2016 года Лодро Чокьи Нима заявил на своей странице в Фейсбуке о решении снять монашеские обеты и фактически прекратить выполнение своих обязанностей в качестве перерождения Джамгона Конгтрула. Он выразил желание "воплотить свою мечту и стать врачом". Кармапа Ургьен Тринле Дордже выразил свое сожаление в связи с его решением оставить свой статус ламы.